# Ликургос, Джордж
Джордж (Гео́ргиос) Лику́ргос (греч. Γεώργιος Λυκούργος, англ. George Lycurgus; 1858, Вассарас, Спарта, Лакония, Королевство Греция — 1960, Волкейно, Гавайи, США) — американский предприниматель греческого происхождения, сыгравший важную роль в развитии ранней туристической индустрии на Гавайских островах (США). Не поладив с правительством Республики Гавайи, был обвинён в государственной измене. Позднее сыграл ключевую роль в создании Гавайской вулканической обсерватории и Гавайского вулканического национального парка.

## Ранние годы
Георгиос Ликургос родился в 1858 году в расположенной недалеко от города Спарта деревне Вассарас (Лакония, Королевство Греция).
В 1877 году он отправился в Нью-Йорк, и, работая в разных местах, пересёк все США.
В 1881 году родственник Ликургоса убедил его присоединиться к бизнесу в сфере оптовой торговли фруктами между штатами Гавайи и Калифорния. Водным транспортом из Сан-Франциско он отправлял калифорнийскую сельскохозяйственную продукцию и вино своему кузену в Гонолулу, который, в свою очередь, осуществлял поставку гавайских бананов в континентальные штаты.
Ликургос подружился с крупным магнатом и промышленником Клаусом Спрекелсом, семья которого владела пароходной компанией «Oceanic Steamship», а также компанией «Spreckels Sugar» по производству сахара из сахарного тростника и сахарной свёклы на Гавайских островах.
В 1889 году, когда Ликургос занимался контролем за загрузкой судов в корабельных доках, члены семьи Спрекелсов пригласили его на борт для игры в покер. Судно уже было в пути через Тихий океан, когда Ликургос заметил это. Это была его первая поездка на Гавайские острова. Тогда он провёл там всего лишь неделю, но, должно быть оттого, что ему понравилось, приезжал на острова ещё не один раз и оставался там больше времени.
В 1892 году Ликургос послал за своим племянником Димосфенисом Ликургосом, который мог бы помочь ему в управлении бизнесом на Гавайских островах. Вместе с другими, недавно прибывшими иммигрантами он создал компанию «Pearl City Fruit». Их конкурентом была компания «Hawaiian Fruit & Packing Co.», находившаяся в собственности укоренившихся потомков белых американских миссионеров, помимо всего прочего, прекрасно говоривших на гавайском языке. К их числу относился адвокат и предприниматель Лоррин Э. Тёрстон, который, к тому же, был влиятельным политиком, а также внуком Асы и Люси Гудэйл Тёрстонов, одних из первых американских христианских миссионеров на Гавайских островах, где в то время ещё существовало независимое государство с конституционной монархией Королевство Гавайи. Так или иначе, Джорджу Ликургосу пришлось продать свой ресторан в Сан-Франциско и переехать на острова.

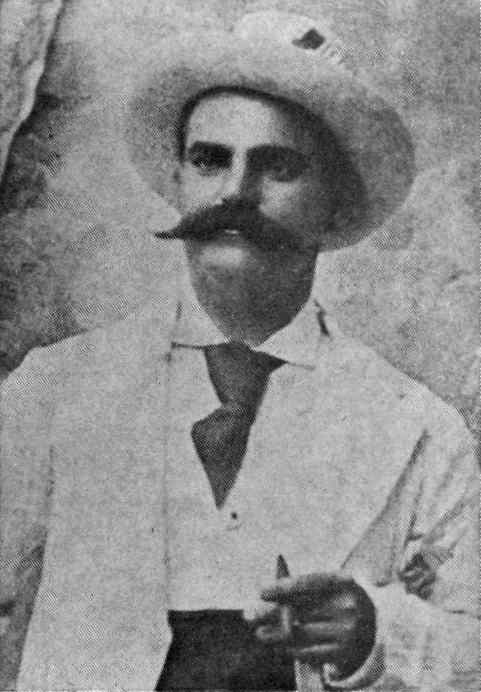
Джордж Ликургос (ок. 1892)

## Политический просчёт

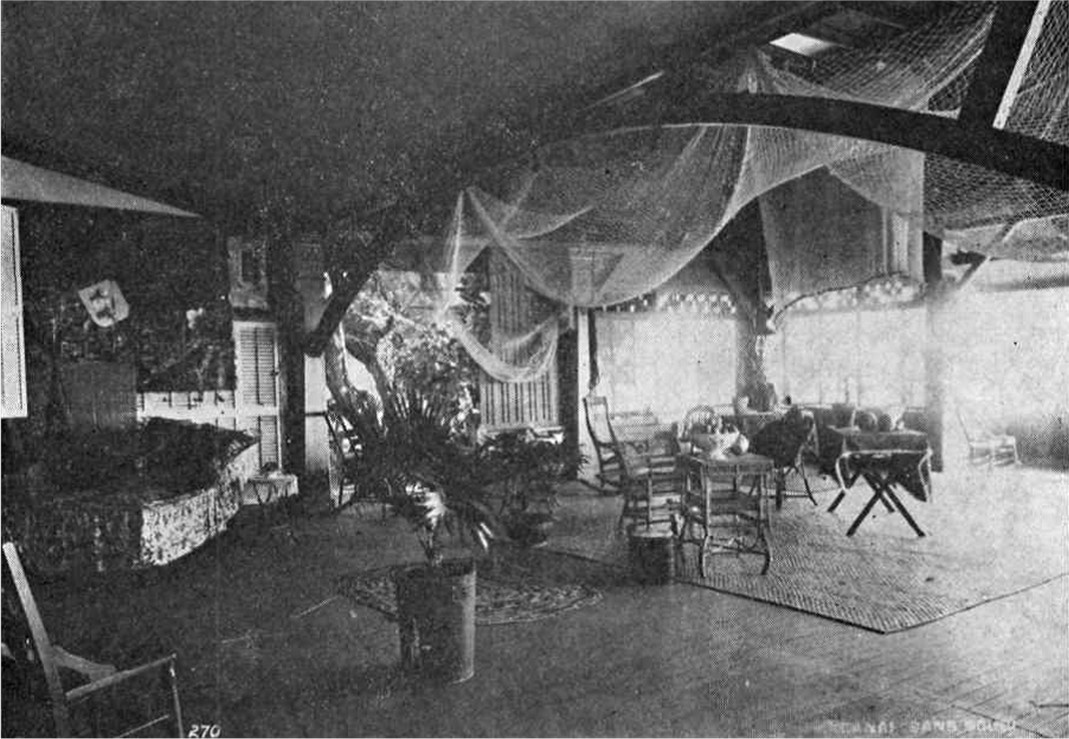
Гостиница «Сан-Суси» (ок. 1893)

В 1893 году Ликургос арендовал небольшой гостевой дом Аллена Герберта на пляже Вайкики в Гонолулу. Он расширил его и переименовал в «Сан-Суси» (фр. sans souci — без забот), взяв название дворца Сан-Суси в Потсдаме (Германия). Позднее в том же году там останавливался знаменитый шотландский писатель Роберт Льюис Стивенсон во время своего второго путешествия, тогда как это место приобрело популярность и среди туристов с Большой земли. Является одним из первых морских курортов. Район в точке с координатами 21°15′49″ с. ш. 157°49′17″ з. д. до сих пор называют «Sans Souci Beach».
В 1894 году Ликургос совершил свою первую поездку на вулкан Килауэа (о-в Гавайи) с контр-адмиралом Роялом Р. Ингерсоллом, отплыв к прибрежному городу Хило на борту корабля USS Philadelphia. Вулкан произвёл на него впечатление и он взял в соображение вероятные будущие возможности для развития здесь предпринимательства.
Ликургос познакомился и постепенно сдружился с гавайской королевской семьёй Калакауа, представители которой были постоянными посетителями его курортов, за что он заработал себе прозвище «Герцог Спарты» — титул, носимый наследниками кронпринца Греции. Несмотря на своё незнатное происхождение, Ликургос чувствовал себя более комфортно с монархами, чем с американцами.

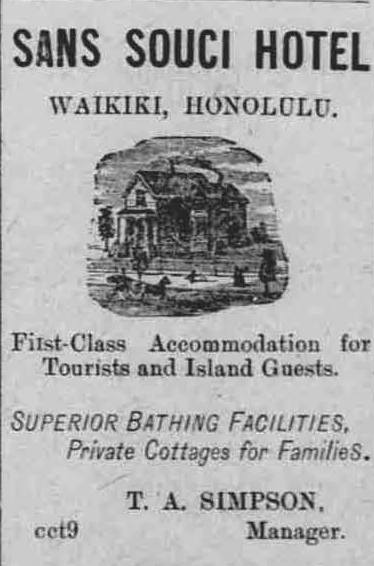
Реклама гостиницы, появившаяся на странице газеты «Hawaii Holomua» в 1893 году

В 1893 году, после смерти короля Гавайских островов Калакауа и вступления на престол его сестры Лилиуокалани, Тёрстон и другие американцы привели к свержению Королевства Гавайи и провозгласили так называемую «Республику Гавайи» с марионеточным правительством, надеясь присоединить её к США. В республике активное избирательное право имели только около 4 000 мужчин, большинство из которых занимались политикой. Новое правительство, контролируемое консервативными миссионерами и их потомками, оштрафовало Ликургоса за продажу крепких спиртных напитков в его гостиницах. Предприниматель нанял музыкальный коллектив, состоящий из гавайцев, который играл музыку в честь королевы Лилиуокалани вместо произведения «Знамя, усыпанное звёздами».
После неудачной контрреволюции на Гавайях в январе 1895 года Ликургос был обвинён в контрабанде оружия для роялистов. Ряд лидеров движения проводили свои встречи в гостинице «Сан-Суси». К 20 января все они были схвачены. Ликургоса арестовли, обвинили в государственной измене, он провёл 52 дня в тюрьме, но никогда не был судим.
Испано-американская война 1898 года стала причиной усиления интересов США в Тихом океане, в особенности это касалось принадлежавших Испании Филиппин. Многих военных корреспондентов на их пути на Филиппины Ликургос принимал в качестве гостей в «Сан-Суси». В этом же году Гавайи были присоединены к США, став их территорией, в связи с чем Ликургос ходатайствовал о предоставлении ему американского гражданства.
В 1901 году открыл ресторан «Union Grill» в Гонолулу, в котором проводил вечеринки под названием «Рецидивисты 1895 года» (англ. «Jailbirds of 1895»), не пользовавшиеся особой популярностью у нового правительства. Однако в течение следующих нескольких лет Ликургос постепенно отошёл от политической жизни Гонолулу.
В 1907 году стал осуществлять инвестиции в лесозаготовочный венчурный бизнес на Большом острове (Гавайи), ещё более отдаляясь от столицы Гонолулу.
В 1908 году приобрёл гостиницу в городе Хило у Джона Д. Спрекелса, сына Клауса Спрекелса.
В тот же период, в 1903 году, отправившись в Грецию с целью навестить свою мать, Ликургос познакомился там с Афиной Герасиму из Спарты, второй из девяти детей в семье, на которой женился. Она, вероятно, была первой посетившей Гавайи гречанкой.

## Гостиница «Volcano House»

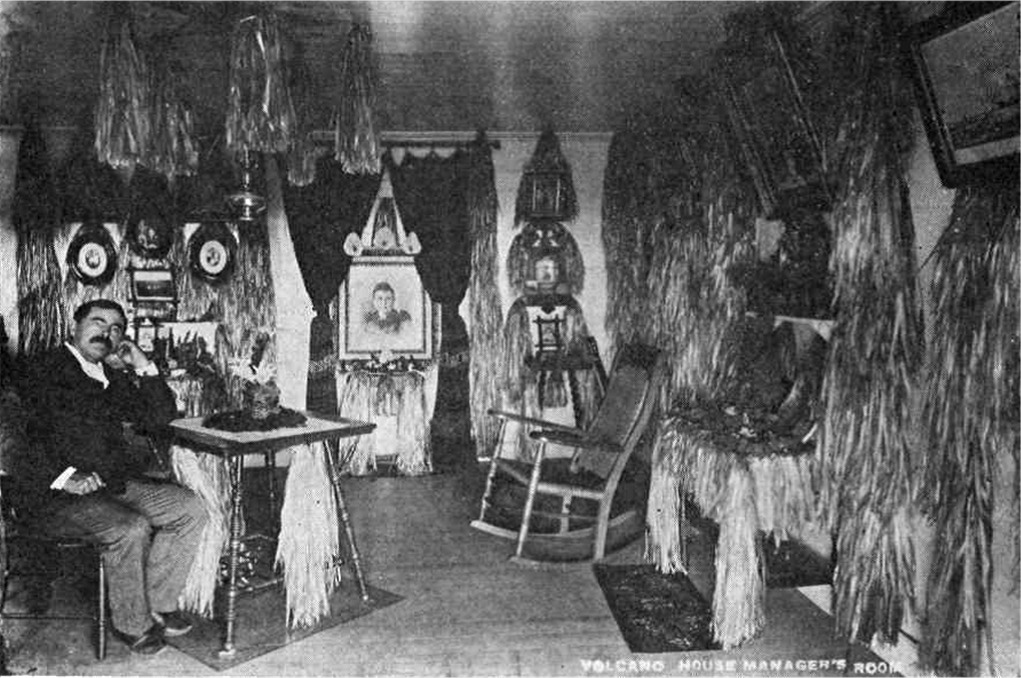
Димосфенис Ликургос в «Volcano House» (1908)

В 1895 году Джордж Ликургос купил построенную в 1877 году на краю вулкана Килауэа на острове Гавайи гостиницу «Volcano House». В течение последующих 65 лет он занимался её управлением. Лоррин Э. Тёрстон, приобретший «Volcano House» ранее в 1891 году, и инвестировавший в неё в 1891—1904 гг., после десяти лет лоббирования добился основания на острове 1 августа 1916 года национального парка (Гавайский вулканический национальный парк).
В декабре 1904 года вместе со своим племянником Димосфенисом Ликургосом стал главным акционером «Volcano House». Последний всегда представлял Ликургоса гостям впоследствии закрепившимся за ним прозвищем «Дядя Джордж», под которым он и был известен.
На тот момент Килауэа был неактивным в течение почти года, но Ликургос имел и другие предпринимательские начинания для того, чтобы удержаться на плаву. Спустя два месяца после приобретения бизнеса произошло извержение вулкана.
В конце концов Ликургос помирился с Лоррином Тёрстоном, который работал с ним в течение десяти лет (1906—1916), для того, чтобы превратить территорию, на которой расположен вулкан, в национальный парк (сегодняшний Гавайский вулканический национальный парк). Однако семья Ликургоса сохранила святыню, посвящённую свергнутой королеве Лилиуокалани в «Volcano House», а также рассказывал легенды Древних Гавайев посетителям и гостям гостиницы. Для того, чтобы вулкан извергался более эффектно, совершались молитвы богине вулканов и огня Пеле, которая, согласно представлениям гавайцев, проживает в Килауэа. Последнее действо, между тем, приносило дополнительный доход владельцам гостиницы.
В 1907 году в гостинице останавливался американский писатель Джек Лондон.
В январе 1912 года при поддержке Тёрстона на остров прибыл американский геолог и вулканолог Томас Джаггар с целью исследовать вулкан. Семья Ликургоса сразу же собрала деньги на постройку небольшого здания рядом с гостиницей для научных приборов учёного, сооружение которого началось в феврале 1912 года. Таким образом, у кромки кратера вулкана Килауэа была построена Гавайская вулканическая обсерватория. В течение последующих 28 лет Джаггар жил на острове, оставаясь директором обсерватории и часто читая научные лекции для гостей гостиницы.
В 1914 году, совершая очередной визит в Грецию, Ликургос был вынужден задержаться там по причине начавшейся Первой мировой войны.
В 1919 году Димосфенис Ликургос отправился в Афины, где у него состоялась свадьба с Марией Ятраку, однако всего через неделю после этого он скончался от гриппа во время пандемии 1918 года.
В итоге Джорджу удалось вернуться на Гавайи в 1920 году со своей свояченицей Поппи Детор.
В 1921 году Ликургос продал «Volcano House» и переехал в город Хило. Межостровная пароходная компания (Гонолулу), купившая гостиницу, инвестировала в неё $ 150 000, однако уже в 1932 году во время Великой депрессии, а также по причине снижения извергающей активности вулкана, разорилась и вынуждена была выставить «Volcano House», в которой на тот момент было уже 115 комнат, достроенных к сооружению 1877 года, на аукцион имущества банкротов, где она вновь перешла в руки Ликургоса, повторно выкупившего её всего за $ 300. Однако посетителей было очень мало до тех пор, пока в 1934 году не произошло извержение вулкана, после чего Ликургос ввёл традицию бросания в вулкан бутылки джина, что, конечно, не нашло одобрения у администрации парка.
В 1937 году в Хило от рака умерла жена Ликургоса Афина Герасиму.

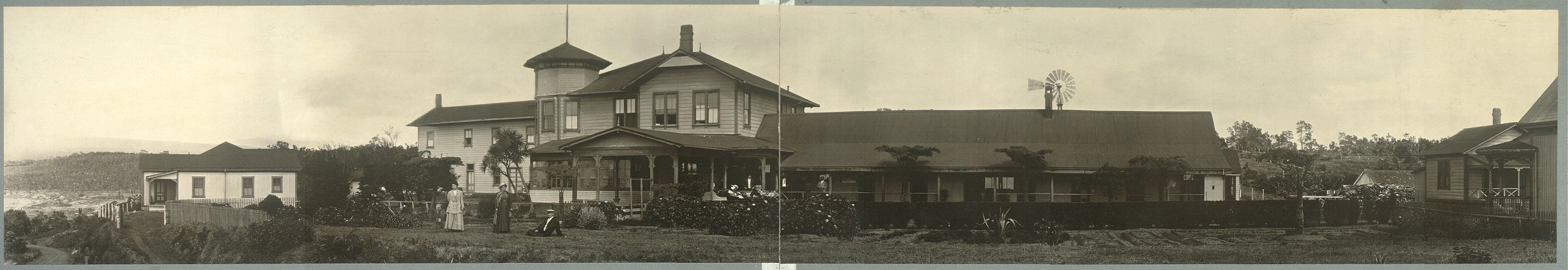
Гостиница «Volcano House» (ок. 1912)

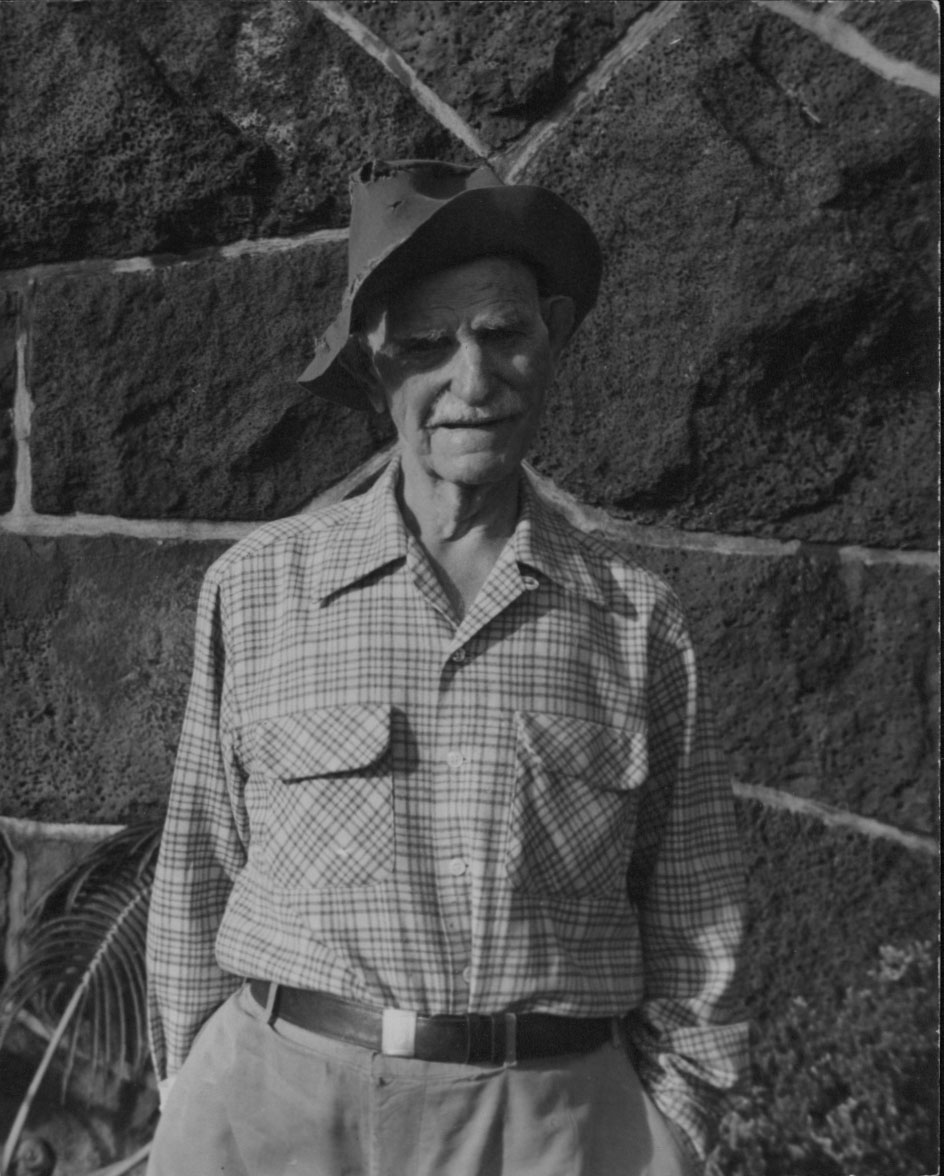
Джордж Ликургос

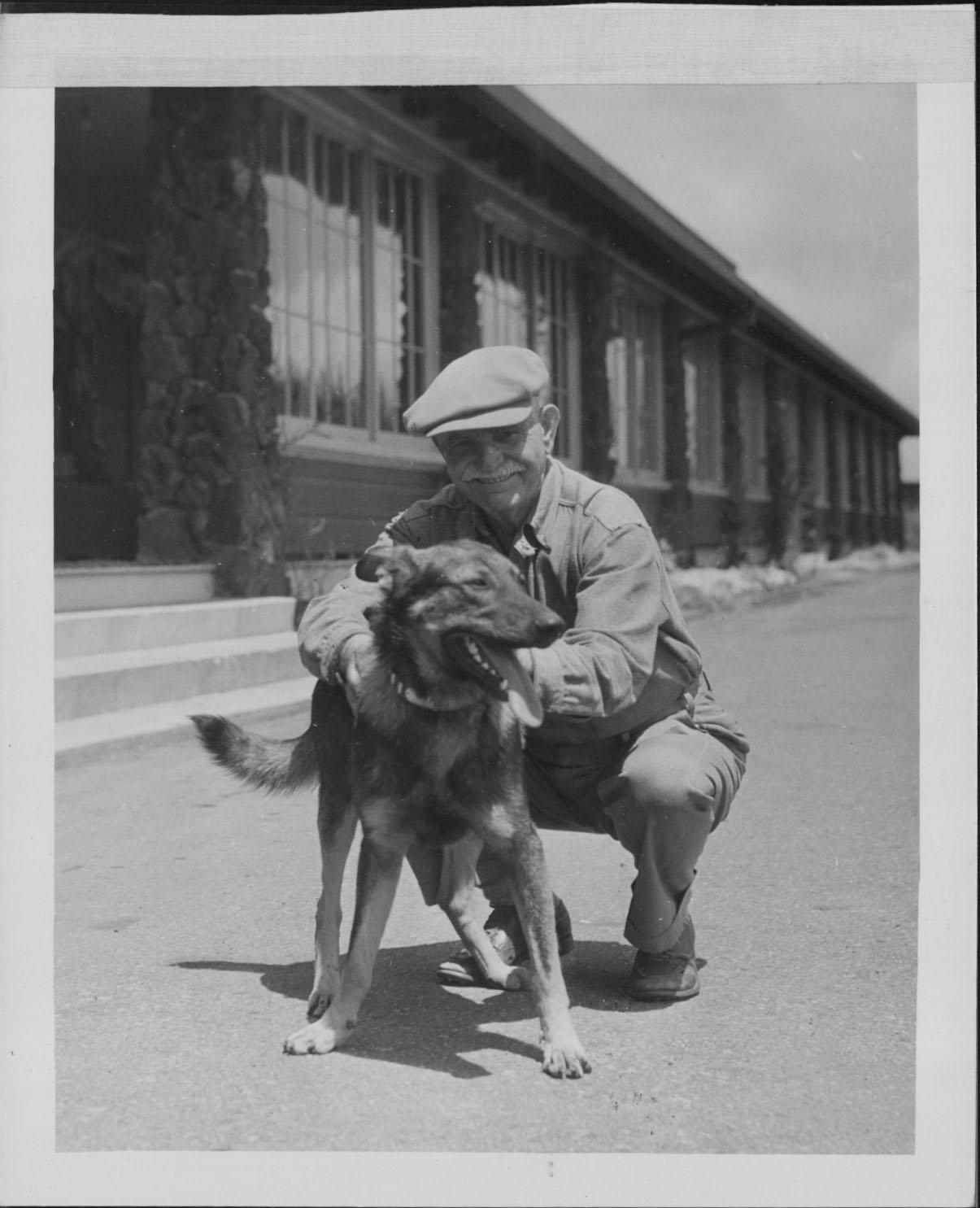
Джордж Ликургос

11 февраля 1940 года в гостинице произошёл пожар, в результате которого 115-комнатное здание сгорело дотла. По иронии судьбы причиной возгорания стала не вулканическая лава, а кухонная масляная горелка. Вытащить из огня и сохранить удалось лишь несколько артефактов, таких как, например, пианино, изготовленное из акации коа, эндемика гавайского архипелага. Для размещения гостей вновь стало использоваться также сохранившееся строение 1877 года (сегодня центр искусств «Volcano Art Center»), в то время как параллельно шло планирование строительства новой гостиницы. В возрасте 81 года Ликургос отправился с визитом в Вашингтон с целью убедить своих влиятельных друзей (многие из которых, в том числе президент США Франклин Д. Рузвельт, останавливались в своё время в качестве гостей в «Volcano House») позволить ему построить ещё более крупную и элегантную гостиницу на месте Гавайской вулканической обсерватории. Отдельный информационно-туристический центр был возведён далеко в стороне от края кратера вулкана Гражданским корпусом охраны окружающей среды. Это позволило Ликургосу построить более современную гостиницу на участке, где раньше располагалось здание обсерватории, которое было снесено. В ноябре 1941 года новая гостиница, спроектированная архитектором Чарльзом У. Дики, была открыта к юго-востоку от первоначального местонахождения в точке с координатами 19°25′42″ с. ш. 155°15′29″ з. д..
В 1952 году, после очередного извержения вулкана, Ликургос, которому тогда уже было 93 года, устроил рекламный трюк с участием наездника, который верхом на лошади подъезжал к краю извергающегося вулкана и бросал в него церемониальную бутылку джина. Несмотря на усилия недовольного руководства парка, мероприятие прошло великолепно, как и планировалось, доставив удовольствие зрителям и работникам прессы.
«Volcano House» вновь была отремонтирована и расширена в 1953 году.
«Volcano House» — это единственная гостиница или ресторан, расположенный на территории национального парка.
Джордж Ликургос умер в 1960 году в возрасте 101 года (или 102 лет) в небольшом городе Волкейно (Гавайи, США). В браке с Афиной Герасиму у него было трое детей: Джорджина, Лио и Николас.